# S/S Thorolf
S/S Thorolf är ett norskt ångfartyg som byggdes 1911 i furu åt textilfabriken O.A. Devolds Sønner i Langevåg som en så kallad agentbåt som transporterade bolagets försäljare och varor till kunder i Møre og Romsdal och är Skandinaviens äldsta i sitt slag.
Skrovet byggdes av Andreas Svoldal i Rosendal och fartyget utrustades vid Brunholmen Mekaniske Verkstad i Ålesund. Thorolf var i drift för bolaget från Sørlandet till Finnmark tills hon förliste i slutet av 1960-talet.
Thorolf övertogs av nya ägare och reparerades. Hon användes ett tag som fritidsbåt men lades upp och förföll. År 1988 övertogs fartyget av stiftelsen D/S Thorolf's Venner i Langevåg som lät renovera henne. Ångmaskinen, skrovet och all utrustning ombord är original bortsett från  ångpannan som byttes ut 1998.
År 1990 skyddades Thorolf av Riksantikvaren och 1997 utsågs hon till Sula kommuns kulturminne. I juli 2018 gick Thorolf på grund  på väg till Fjordsteam i Bergen, men drogs flott utan skador.